# 阪急宝塚本線
宝塚本線（たからづかほんせん）は、大阪府大阪市北区の大阪梅田駅から兵庫県宝塚市の宝塚駅までを結ぶ阪急電鉄の鉄道路線である。『鉄道要覧』に記載されている路線名は単に宝塚線（たからづかせん）であるが、「宝塚線（系統）」は支線の箕面線を含む総称としても用いられていることから、旅客案内や規則類においては「宝塚本線」の呼称が使用されている。ラインカラーはオレンジ（■）。駅ナンバリングで使われる路線記号はHK。

## 概要
神戸本線および京都本線と並ぶ、阪急電鉄の基幹路線の一つであり、支線である箕面線とともに前身の箕面有馬電気軌道によって開業した阪急電鉄の創業路線でもある。ルーツの異なる京都線（京都本線およびその支線）と区別するために、宝塚線と神戸線（神戸本線およびその支線）を合わせて神宝線と総称されることもある。
大阪随一の繁華街である梅田と、宝塚までの住宅街を結ぶ通勤・通学路線である。また、宝塚市は宝塚歌劇団（阪急阪神東宝グループ）の本拠地であり、当路線は宝塚大劇場へのアクセス路線でもある。全区間にわたり西日本旅客鉄道（JR西日本）福知山線（JR宝塚線）の東側ないし北側を通るほか、国道176号（能勢街道）も全区間ほぼ同じルートを通っている。神戸線と京都線が2つの都市を結ぶ都市間輸送鉄道（インターアーバン）なのに対し、宝塚線は大阪と郊外の住宅地・ベッドタウンを結ぶ路線であるという特徴がある。川西能勢口駅で能勢妙見山や日生ニュータウンに通じる能勢電鉄妙見線・日生線と接続しており、能勢電鉄に直通する列車も一部設定されている。

### 路線データ
- 路線距離（営業キロ）：24.5km
- 軌間：1435mm
- 駅数：19駅（起終点駅含む）
- 複線区間：
  - 複々線：大阪梅田駅 - 十三駅間（東側複線は京都本線の列車が使用）
  - 複線：十三駅 - 宝塚駅間
- 電化区間：全線電化（直流1500V）
- 閉塞方式：自動閉塞式
- 最高速度：100km/h[1]
- 車両基地：平井車庫
- 2022年度の混雑率：118%（三国駅→十三駅 7:31-8:31）[4]

## 路線概況
沿線は市街地や住宅地が続いており、北摂（豊能地域・阪神北地域）から大阪への通勤・通学路線となっている。三国駅付近、曽根駅 - 豊中駅間、石橋阪大前駅 - 川西能勢口駅間、宝塚駅付近は高架化されている。
創業当時、宅地開発用に買収した土地に沿って路線を建設したことから、曲線が多く、スピードアップに不利な線形となった。特に、三国駅付近には制限速度30km/hの急曲線が存在し、最大のネックとなっていた。1990年台から2000年にかけて、三国駅付近および豊中駅の急曲線は高架化に併せて緩和されたが、2020年現在も、服部天神駅 - 曽根駅間、豊中駅 - 蛍池駅間、石橋阪大前駅などにやや急な曲線が残っている。神戸本線・京都本線に比べて平均駅間距離が短く、いくつかの駅は1962年までに統合で姿を消している。

## 運行形態
大阪梅田駅 - 宝塚駅間には普通のほか、ほぼ終日にわたって急行が運転されている。このほか、平日朝には通勤特急・準急、そして朝夕には大阪梅田駅 - 能勢電鉄日生中央駅間を直通運転している特急「日生エクスプレス」が運転されている。また、お盆・年末で土曜・休日ダイヤにて運転する平日の朝ラッシュ時は上りのみ川西能勢口発大阪梅田行き普通を増発するなど、柔軟なダイヤ編成を行っている。大阪梅田駅での折り返しは急行・普通交互の運用となり、大阪梅田行き急行は折り返し雲雀丘花屋敷行き普通として、大阪梅田行き普通は折り返し宝塚行き急行として運行される。
ダイヤ面では、戦後の昭和20年代から長い間、昼間15分間隔（梅田駅〈現在の大阪梅田駅〉 - 宝塚駅間の急行、梅田駅 - 宝塚駅間の普通、梅田駅 - 池田駅間の普通が各1本ずつ）のダイヤが続いた（当時は車庫が池田駅にあった）。平井車庫を建設し池田駅から車庫を移転したうえで、池田駅高架化工事中には当駅の折り返し線が使えなかったため、池田駅発着の普通を暫定的に雲雀丘花屋敷駅まで延長するなどの変化はあったが、基本的には30年以上にわたって、昼間はほぼ同じパターンのダイヤで運転されてきた。
1986年（昭和61年）12月には、阪急日生ニュータウンの発展と能勢電鉄日生線の定着を踏まえた白紙ダイヤ改正が実施され、昼間10分間隔運転（梅田駅 - 宝塚駅間の急行、梅田駅 - 雲雀丘花屋敷駅間の普通と梅田駅 - 池田駅間の普通を交互に運転）として急行を大増発するとともに豊中駅に新規停車させた。以来昼間の速達列車の10分間隔運転というスタイルは基本的に変わりはないが、近年は輸送形態や社会情勢の変化などにより、後述の通り、速達系列車の内容を変更する改正を頻繁に行うようになっている。2015年（平成27年）以降は、ラッシュ時間帯の減車・減便（特に宝塚駅 - 川西能勢口駅間や箕面線直通列車）も行われるようになった。
他路線との接続は、石橋阪大前駅では箕面線、川西能勢口駅では能勢電鉄との接続を考慮したダイヤが組まれているが、宝塚駅での今津線との接続は重視されていない（今津線が、神戸本線との接続を優先させているため）。昼間時間帯では、今津線から宝塚本線側に乗り換える場合、今津線の列車が宝塚駅に到着する数分前に宝塚本線の急行が出発してしまうダイヤとなっている（対して、宝塚本線から今津線へは数分での接続となる）。この傾向は長く続いており、特に昼間の特急が設定されていた2000年6月 - 2003年8月は、今津線から乗り換える場合、接続パターンが特急・普通の交互（急行は前述の通り今津線到着前に出発してしまう）となり、川西能勢口駅以東へ急ぐ場合は利用できる列車が実質20分毎という状態になっていた。
2022年12月17日改正で、箕面線との直通列車が廃止された。
| 種別＼駅名 | 大阪梅田 | …   | 雲雀丘花屋敷 | 雲雀丘花屋敷 | …   | 宝塚 |
| ---------- | -------- | --- | ------------ | ------------ | --- | ---- |
| 急行       | 6本      | 6本 | 6本          | 6本          | 6本 | 6本  |
| 普通       | 6本      | 6本 | 6本          |              |     |      |

### 列車種別
以下に種別ごとの詳細を示す。現行の各種別の停車駅は「駅一覧」の節および下図を参照。運行の変遷や過去の種別の解説において梅田駅、石橋駅とあるのはそれぞれ現在の大阪梅田駅、石橋阪大前駅である。

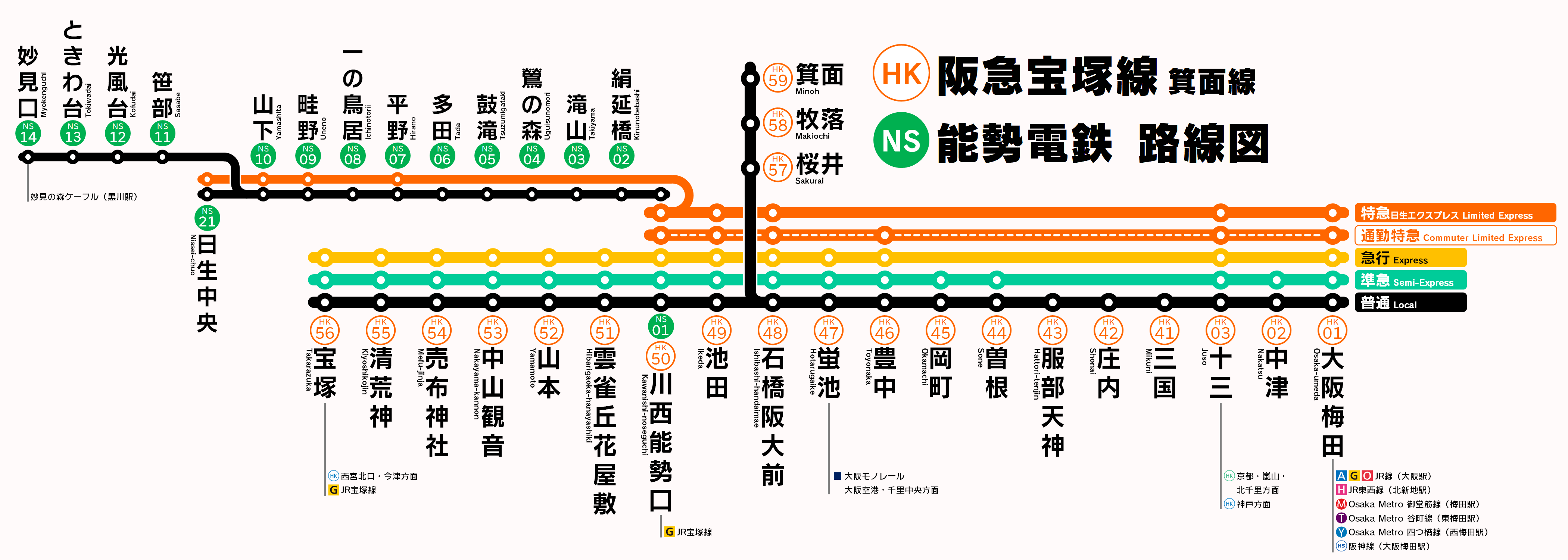
阪急宝塚線 停車駅図

#### 特急「日生エクスプレス」
平日ダイヤのみ、朝ラッシュ時に日生中央発大阪梅田行きが、夕ラッシュ時に大阪梅田発日生中央行きが運行される。
阪急線内での途中停車駅は、十三駅・石橋阪大前駅・池田駅・川西能勢口駅である。1997年以前の急行と同じ停車駅であり、通勤特急・急行停車駅の豊中駅と、急行停車駅の蛍池駅を通過する。途中、曽根駅で普通列車の追い抜きを行う。
1997年11月改正で運転を開始した。開始当初は平日限定で朝に上り列車が3本、夕方に下り列車が3本であった。2003年のダイヤ改正より池田駅が停車駅に追加され、上り列車・下り列車とも7本となっている。また、かつては上り列車に川西能勢口駅で増結して10両編成で運行する列車があったが、利用客の減少に伴い、2015年3月のダイヤ改正で川西能勢口駅での増結が中止され、能勢電鉄内停車駅からの所要時間が短縮された。
なお、2009年春から2015年秋まで、春・秋の行楽期の特定の土曜・日曜・祝日にも臨時列車として運転されていた（基本は午前の日生中央発梅田行き2本のみ）。

#### 通勤特急
平日朝に、川西能勢口発大阪梅田行きが7本運行されている。途中の停車駅は、池田駅・石橋阪大前駅・豊中駅・十三駅である。途中、曽根駅で普通列車の追い抜きを行う。急行停車駅のうち、蛍池駅を通過する。
全列車8両編成の運転で、最後部（宝塚方）の車両には女性専用車両を設定している。2022年12月17日のダイヤ改正前までは10両編成で運転していた。
2015年3月21日のダイヤ改正で通勤急行を改称する形で、5本が設定された。2018年7月7日のダイヤ改正以降は6本（15 - 17分間隔）の設定となった。2022年12月17日のダイヤ改正で10両編成の運転を取り止め、全列車8両編成となり、1本増発され7本の運行となった。
なお、2000年6月から2003年8月までにも通勤特急が設定されていた。この初代の通勤特急は宝塚発梅田行きが片道2本のみ運転されていて、途中の停車駅は雲雀丘花屋敷駅・川西能勢口駅・池田駅・石橋駅（現在の石橋阪大前駅）・十三駅であった。

#### 急行
終日運行されている。基本的に大阪梅田駅 - 宝塚駅間で運転されるが、平日夕ラッシュ時には大阪梅田発雲雀丘花屋敷行きも設定されている。
途中の停車駅は、十三駅と豊中駅から宝塚駅までの各駅である。日中時間帯では10分間隔で運行されているが、急行が普通を追い抜くダイヤは設定されていない。夕ラッシュ時の雲雀丘花屋敷行きは、途中の曽根駅で普通列車の追い抜きを行う。2025年2月22日のダイヤ改正以降は、日中において大阪梅田駅 - 宝塚駅間の下り列車が最速33分50秒（表定速度：43.4 km/h、平均速度：50.7 km/h、上り列車は最速34分50秒）で走行している。
宝塚本線の優等列車としては最も古く、1932年10月に登場した。かつては十三駅 - 石橋駅（現在の石橋阪大前駅）間無停車で豊中駅と蛍池駅は通過していた（石橋駅 - 宝塚駅間は各駅停車。ただし、1961年の雲雀丘花屋敷駅開業から1962年の花屋敷駅廃止までは朝夕は花屋敷駅を通過していた）。1986年12月改正で豊中駅に平日ラッシュ時の一部を除いて停車するようになり、1997年11月改正で豊中駅に全列車が、2003年8月改正で蛍池駅に停車するようになった。日中は一時期特急または快速急行に置き換えられていたこともあったが、2006年10月改正から昼間の運転が復活している。
大阪梅田駅 - 宝塚駅間を移動する場合、宝塚本線の急行を利用するよりも、大阪梅田駅から神戸本線の特急に乗車し、西宮北口駅で今津線に乗り換える方が宝塚駅に先着できる。ただし、平日朝に運転されている今津線・神戸本線経由の宝塚発大阪梅田行きの準急を除いて、西宮北口駅での乗り換えが伴うため、上り下りを含めた移動が強いられる。接続時間も含めると日中の場合の所要時間差は大阪梅田駅 → 宝塚駅が1分差（宝塚本線経由33分、神戸本線・今津線経由32分）、宝塚駅 → 大阪梅田駅が2分差（宝塚本線経由34分、今津線・神戸本線経由32分）と大差はなくなる。また、大阪梅田駅から宝塚駅に向かう場合、最終は今津線経由の方が遅い（宝塚駅から大阪梅田駅へは、平日のみ今津線経由の方が僅かだが遅い）。
1982年3月29日からは、阪急で初めての10両編成の運用が設定された。また雲雀丘花屋敷駅始発の急行は、1980年代の一時期はポスターなどで「区間急行」と案内されていたが、正式な種別名は「急行」であり、停車駅も急行と同一である。「区間急行」という種別が正式な種別名として阪急で採用された事例は、宝塚本線以外も含めて存在しない。
1995年6月改正から1997年11月改正まで平日夕方に梅田発雲雀丘花屋敷行きが設定された。梅田発雲雀丘花屋敷行きの急行は1997年11月改正時点では平日の9時台及び土曜日の朝（当時は土曜ダイヤがあった）にも設定されていた。現行の平日夕方の梅田発雲雀丘花屋敷行きは2018年7月の改正で設定された。
2025年2月22日のダイヤ改正で、平日夕ラッシュ時間帯の下りの急行宝塚行きは、停車駅に曽根駅と岡町駅を追加して通勤急行（後節参照）に変更された。

#### 通勤急行
現行の通勤急行は2025年2月22日のダイヤ改正で設定された3代目で、後述の初代・2代目と異なり平日夕ラッシュ時に下り宝塚行きのみが運行される。停車駅は急行停車駅に曽根駅・岡町駅を加えた梅田駅・十三駅と曽根駅 - 宝塚駅の各駅である。
初代は1997年11月改正で運転を開始。朝ラッシュ時のみに宝塚駅・雲雀丘花屋敷駅 - 梅田駅間で運行されていた。停車駅は、宝塚駅 - 服部駅（現在の服部天神駅）間の各駅と十三駅・梅田駅で、豊中駅 - 梅田駅間では後述の通勤準急と千鳥停車を構成していた。そのため、1997年11月改正から2000年6月改正までの間は、通勤準急と合わせて宝塚本線の全駅に優等列車が停車していた。2000年6月改正で運行を休止した。
2代目は2003年8月改正で運転を開始。平日の朝ラッシュ時のみに宝塚駅 - 梅田駅間で運行されていた。復活した際の停車駅は、宝塚駅 - 石橋駅間の各駅と豊中駅・十三駅・梅田駅で、急行と違い大阪モノレール乗換駅である蛍池駅には停車しなかった。10両編成で運転され雲雀丘花屋敷駅で増結・解放が行われていた。2015年3月21日のダイヤ改正で廃止となり、停車駅を踏襲する形で通勤特急に改称された。

#### 準急
平日の朝ラッシュ時に宝塚発大阪梅田行きのみが7本運行されている。途中の停車駅は、曽根駅までの各駅と十三駅、中津駅である。全列車とも途中駅での待避を行わずに大阪梅田駅まで先着する。
かつては現在の急行の停車駅と三国駅に停車し、箕面線直通列車を基本に、一部列車が梅田駅（現在の大阪梅田駅） - 雲雀丘花屋敷駅間で運転されていた。1997年11月改正時に通勤準急の運行開始と代わる形で一旦運行が休止されたが、2000年6月改正で復活した。この改正では宝塚発も運転されるようになり、三国駅は通過となった（現在の急行の停車駅と同じ。当時の急行とは蛍池駅に停車するか否かの違いのみであった）。2003年8月改正で箕面線直通列車が通勤準急に変更され、準急が岡町駅・曽根駅・中津駅に停車するようになったが、2015年3月改正で通勤準急が廃止され、箕面線直通と雲雀丘花屋敷行きの準急が復活した。しかし、2018年7月改正でこれらの列車が再び廃止され宝塚発梅田行きのみの運行体制になった。
宝塚発梅田行きの準急は、同時間帯に今津線・神戸本線経由でも別途運行されている（詳細は今津線・神戸本線を参照）。こちらは宝塚本線の急行より数分所要時間が短い。
1980年までは、春・秋の行楽期の日曜・祝日には箕面線直通の臨時準急が運転されていた。正面には、春はさくら、秋はもみじのイラストのプレートが掲げられていた。梅田駅の発車時刻は毎時07分、22分、37分、52分（臨時特急と同様）。春の行楽時の運転は1973年以降は臨時特急となったため臨時準急は秋のみの運転となり、秋の運転も1980年を最後に終了した。

#### 普通
各駅に停車する種別で、日中を中心に大阪梅田駅 - 雲雀丘花屋敷駅間で終日運転される。2025年2月22日のダイヤ改正以降は、日中の大阪梅田駅 - 雲雀丘花屋敷駅間の下り列車が最速29分25秒（表定速度：37.1 km/h、平均速度：45.8 km/h、上り列車は最速29分30秒）で走行している。大阪梅田駅発を基準に平日9時台から22時台にかけてと土曜・休日7時台から18時台にかけては1時間6本を基本に運転されている。なお、平日のラッシュ時以外は、上り・下りともに後続の急行よりも終点まで先着する。前述の通り、急行が豊中駅 - 宝塚駅間で各駅に停車するため雲雀丘花屋敷駅 - 宝塚駅間での運転は基本的にないが、急行の運転がない早朝・深夜に限り、大阪梅田駅 - 宝塚駅間（深夜は大阪梅田行きのみ）全線通しで運転されている。平日夕ラッシュ時には大阪梅田駅 - 川西能勢口駅間の列車が基本となり、平日朝ラッシュ時には大阪梅田駅 - 豊中駅・池田駅間の列車も加わる。深夜には宝塚発川西能勢口・池田行きも設定されている。
戦後は1986年12月のダイヤ改正まで、梅田駅 - 宝塚駅間の全線通しの普通が終日運転されていた。加えて、昼間は梅田駅 - 池田駅間の普通（1980年（昭和55年）以降は雲雀丘花屋敷駅折り返しに変更）も運転され、通勤時間帯には曽根駅、豊中駅、雲雀丘花屋敷駅折り返しの普通も運転されていた。1986年12月のダイヤ改正で梅田駅 - 宝塚駅間の全線通しの普通が大幅に削減され（昼間は設定が消滅）、昼間は梅田駅 - 池田駅間（後に雲雀丘花屋敷駅まで延長）と梅田駅 - 雲雀丘花屋敷駅間とがそれぞれ交互に20分間隔（併せて10分間隔）となった。昼間の梅田駅 - 宝塚駅間の全線通しの普通は、2000年6月のダイヤ改正で梅田駅 - 宝塚駅間の特急が新設された際に20分間隔で復活し、2003年8月の快速急行新設によるダイヤ改正では10分間隔となったが、2006年10月のダイヤ改正で快速急行が急行に格下げされた際に、昼間の普通は再び梅田駅 - 雲雀丘花屋敷駅間に短縮された。その後、2018年7月改正で早朝と夕ラッシュ時に運行されていた箕面線へ直通する梅田発箕面行きが廃止され、2022年12月改正で箕面線から直通する列車が廃止された。
また、曽根駅付近高架化工事開始前は、定期ダイヤでは曽根駅 - 梅田駅（現在の大阪梅田駅）間の区間列車があった。1961年の雲雀丘花屋敷駅開業から1962年の花屋敷駅廃止までは、朝夕の大型車両5両編成列車は、花屋敷駅を通過していた。

### 過去の列車種別

#### 特急・通勤特急（初代）
1995年のダイヤ改正で、通勤需要の増大に対応して、試行的に平日のラッシュ時間帯の梅田駅 - 宝塚駅間に定期運転の特急が初めて設定された（当時の途中停車駅：十三・石橋・川西能勢口。朝は梅田行き、夕方は宝塚行きが2本ずつ設定され、梅田行きは10両編成で運転された）。その後、1997年のダイヤ改正で雲雀丘花屋敷駅を停車駅に追加した一方、夕方の宝塚行きは廃止された。
2000年6月4日のダイヤ改正では、HEP FIVEおよび宝塚大劇場（「花のみち」リニューアル完成）へのさらなる集客を目的に、特急の運転時間帯を日中に移して増発、停車駅を十三駅・豊中駅・石橋駅・池田駅・川西能勢口駅・山本駅とし、高架工事の完成、最高速度の100km/hへの向上、優等列車優先のダイヤ構成（日中の庄内駅・雲雀丘花屋敷駅での普通列車の追い抜きを復活）により、梅田駅 - 宝塚駅間を下り最速で29分50秒（表定速度49.3 km/h。上り最速30分30秒、表定速度48.2 km/h）で結んだ。運転日も、これまでの平日ダイヤのみから、正月ダイヤ適用日を除いた土曜・休日にも拡大された。平日朝ラッシュ時に設定されていた従来からの特急は、池田駅を停車駅に加えた上で通勤特急に変更された（梅田行きのみ設定）。通勤特急は、10両編成で運転された。
2003年8月のダイヤ改正では、大阪モノレールとの接続による大阪国際空港（伊丹空港）へのアクセス改善の必要性や、各駅停車との接続、川西能勢口駅以西での20分サイクル化・列車間隔不均等化の改善のため、特急の運転を休止し、蛍池駅と雲雀丘花屋敷駅を停車駅に加えた快速急行が設定された。併せて、日中の急行も快速急行に統合されたため、日中の梅田駅 - 宝塚駅間が毎時12本運転となった。同改正では、通勤特急が日生エクスプレスの増発に伴い廃止、正月特別ダイヤの臨時特急（初詣特急）も廃止された。これに伴い、雲雀丘花屋敷駅 - 宝塚駅間では10両編成の列車が消滅、川西能勢口駅 - 宝塚駅間から「特急」の名が付く列車が消滅した。以後、日生エクスプレスを除いて、特急は運転されていない。なお、通勤特急は2015年に復活した。

##### 臨時特急
1973年から2003年まで、正月三が日（暦の関係で1月4日ないし5日までの年もあった）に限り、1972年まで運転されていた臨時急行に代わり、『初詣特急』と名付けられた臨時特急が運転されていた。当初の停車駅は十三・石橋（現在の石橋阪大前）・川西能勢口・中山（現在の中山観音）・清荒神で、のちに川西能勢口にも停車するようになった。この臨時特急は定期の急行の種別変更ではなく増発であり、10時台 - 15時台に20分間隔（1986年までは15分間隔）で運転された。この臨時特急には1981年まで『初詣』ないし『初詣特急』と書かれた丸い特製ヘッドマークが掲げられていたが、1982年からは各運転日共通の『臨時特急』の表示板に変更された（但し、駅の発車標では『初詣特急』の表示を継続）。同時期に「三福まいり」（中山寺、清荒神清澄寺、門戸厄神東光寺の3寺院）初詣祈念品引換券付き1日乗車券を販売していることから運行していた。
正月三が日以外にも、1997年11月改正までは春・秋の行楽期の日曜・祝日にも臨時ダイヤが組まれており（通称「大運転」）、春は臨時急行の格上げの形で1973年3月から、秋は箕面直通の臨時準急に代わり1981年11月から、午前と夕方のみ臨時特急が増発された。1986年までは15分間隔では梅田駅07分、22分、37分、52分発だった。1987年からは20分間隔となった。停車駅は時期によって異なるが、当初は十三・石橋（現在の石橋阪大前）・池田で、のちに池田駅が停車駅から外れ、川西能勢口駅が停車駅に追加されるなどの変化があった。この臨時特急にも1980年の春までは『春の臨時特急』と書かれた丸い特製ヘッドマーク（種別表示板）が掲げられていたが、1981年3月に種別表示板のデザイン変更・阪急全線での仕様統一が実施されて以降は初詣臨時特急と同様には各運転日共通の『臨時特急』の種別表示板に変更された。その後アステ川西（川西阪急）開業やJR福知山線の川西池田駅の快速列車の停車に伴い、1989年春の行楽期からは川西能勢口駅にも停車し、一部は同駅始発となった。
上記以外には団体臨時列車として、春の大運転の時期に宝塚ファミリーランドで開催されたイベントに合わせて、応募・抽選制のノンストップ特急が運転されたことがある。この列車にはイベントの内容に合わせて「バイキング号」「童話号」「ファルコン号」「スーパー戦士号」「シートン号」などの愛称が付けられていた。1973年の「春の臨時特急」（前述）では、宝塚ファミリーランドのイベントに合わせて「サイボーグ号」の愛称が付けられ、ヘッドマークも掲げられていた。
2009年4月18日から2015年5月6日まで、春・秋の行楽期の土曜・休日に限り、臨時日生エクスプレスが運行された（晩年は梅田行きのみ、詳細は当該項目を参照）。

#### 快速急行
2003年8月30日のダイヤ改正で新設。昼間時間帯のみ10分間隔で梅田駅 - 宝塚駅間で運転されていた。停車駅は、梅田駅・十三駅・豊中駅・蛍池駅・石橋駅・池田駅・川西能勢口駅・雲雀丘花屋敷駅・山本駅・宝塚駅で、改正前の特急停車駅に蛍池駅と雲雀丘花屋敷駅を追加したものであるが、この2駅が追加されたことにより、豊中駅 - 山本駅間は各駅停車となった。宝塚駅では快速急行、普通とも今津線との乗り換え利便を考慮して全て4号線に発着させていたため、宝塚駅到着後は僅か2分で折り返していた。なお、快速急行が運行されていた当時の正月特別ダイヤでは運休し、代わりに急行が運行されていた。
2006年10月のダイヤ改正で輸送力適正化のため快速急行の運転を休止し、結果的にほぼ1995年以前の運転体系に戻ったが、当時とは異なり、急行は全列車が豊中駅と蛍池駅に停車する。

#### 通勤準急
1997年11月改正で運転を開始。朝夕ラッシュに箕面線直通を中心に宝塚駅・雲雀丘花屋敷駅・箕面駅 - 梅田駅間で運行されていた。停車駅は、宝塚駅・箕面駅 - 豊中駅間の各駅と庄内駅 - 梅田駅間の各駅で、豊中駅 - 梅田駅間では前述の通勤急行と千鳥停車を構成していた。2000年6月改正で準急復活に代わる形で運行を休止した。
2003年8月改正で復活した。箕面線直通の梅田駅 - 箕面駅間での運転で、平日の朝ラッシュ時のみ運行され、宝塚本線内の停車駅は急行と同じであった。2015年3月21日のダイヤ改正で廃止となり、代わって箕面線直通の準急が設定された。

## 使用車両

### 現在の使用車両

#### 自社車両
2022年12月現在は全列車が8両編成で運転されている。平井車庫からの入出庫で当線を経由する箕面線の車両は「阪急箕面線#車両」を参照。
3100系までの宝塚本線の車両は、神戸本線と比べて最高速度が低かったため、神戸本線向けの「X000系」に対して最高速度の低い車両を「X100系」として区別して投入していた。
運行される車両は以下のとおり。

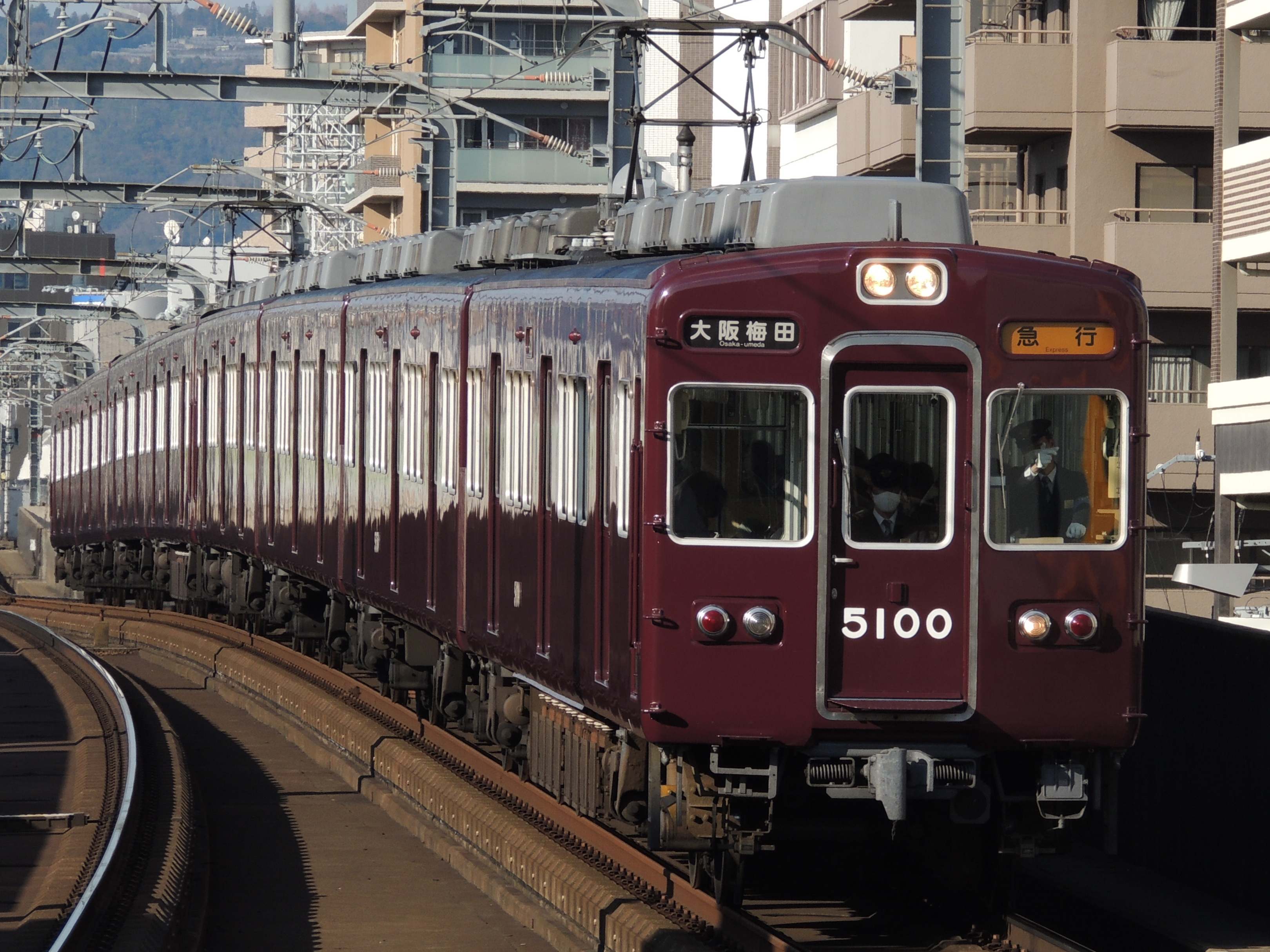
5100系
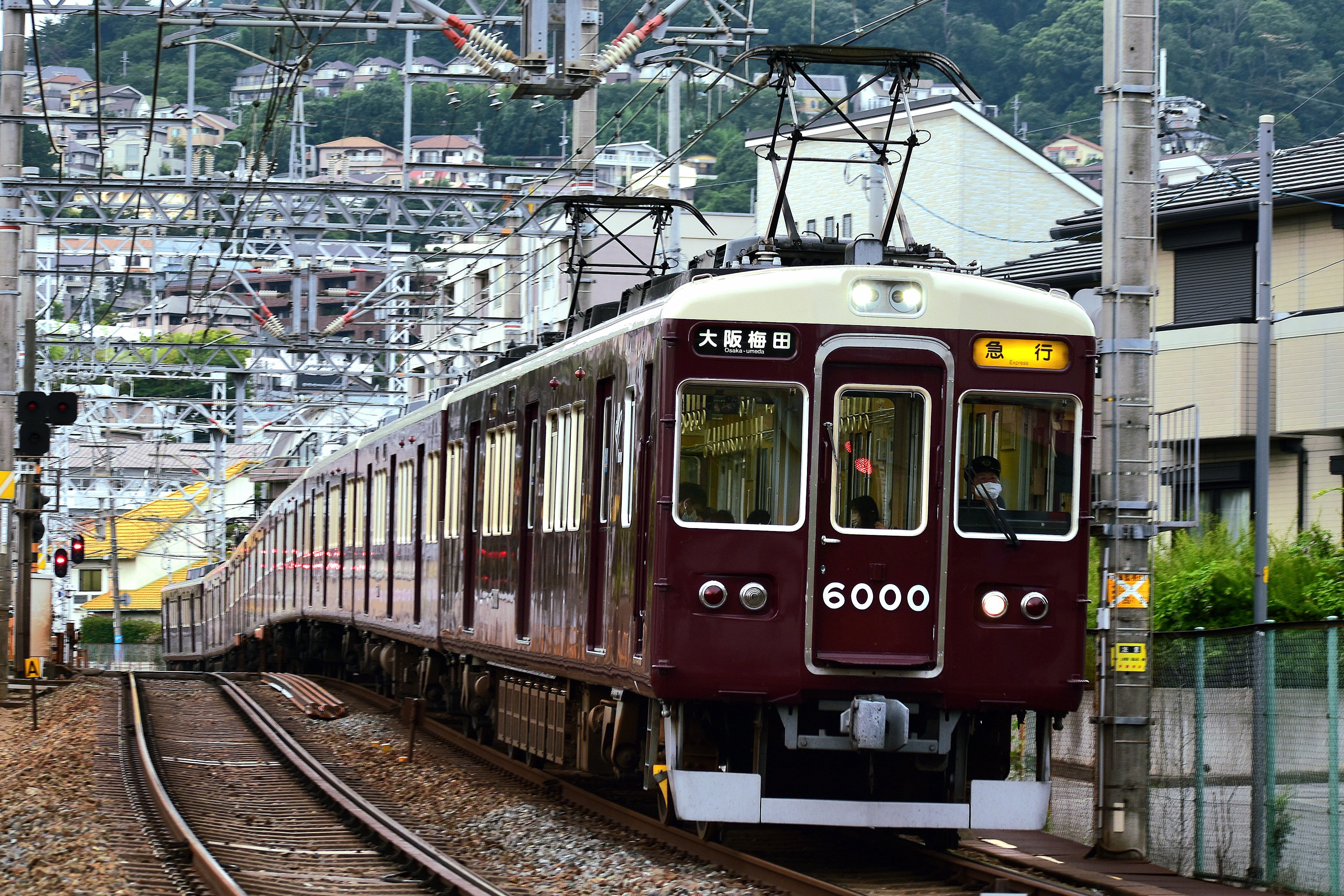
6000系
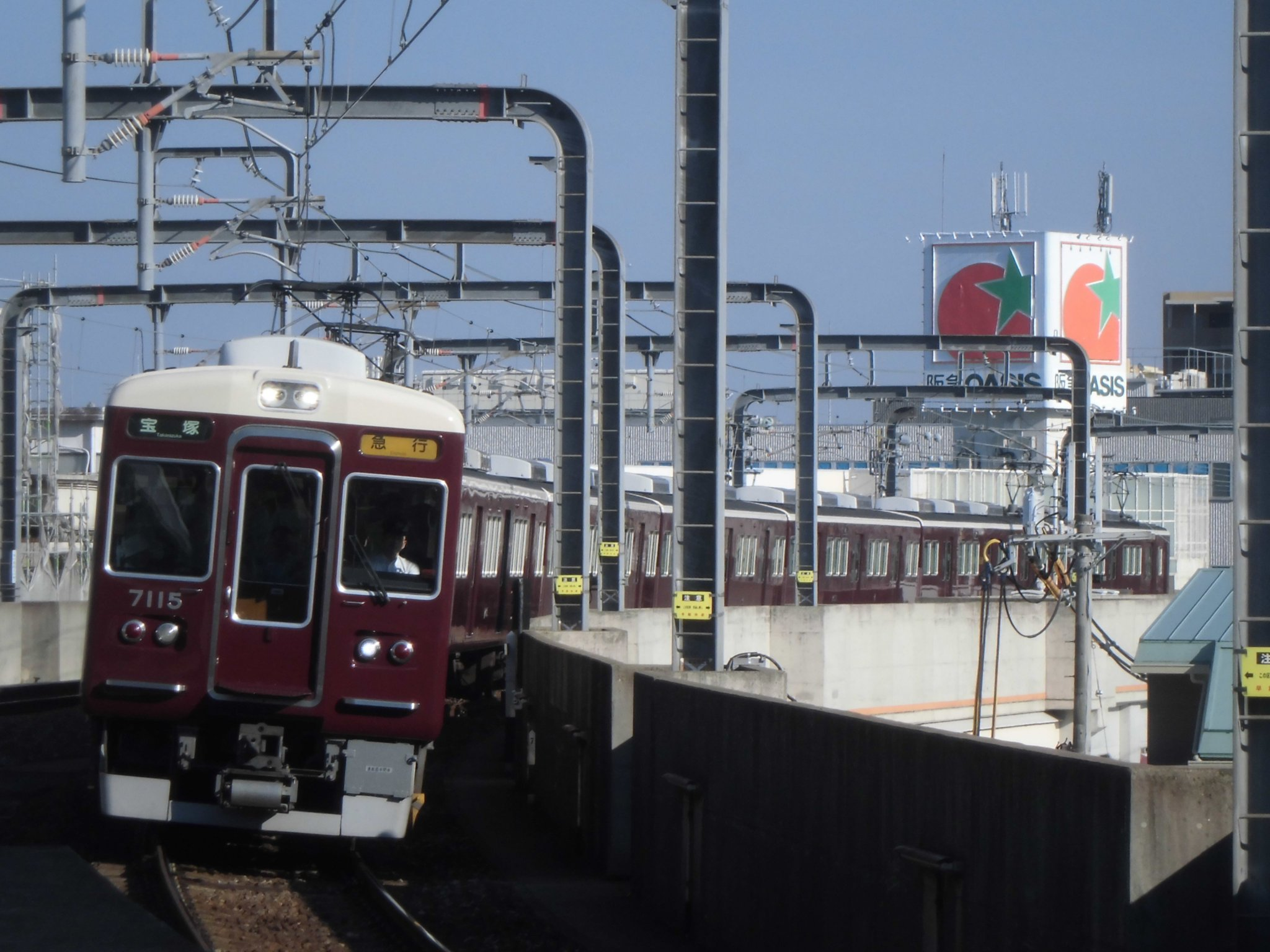
7000系
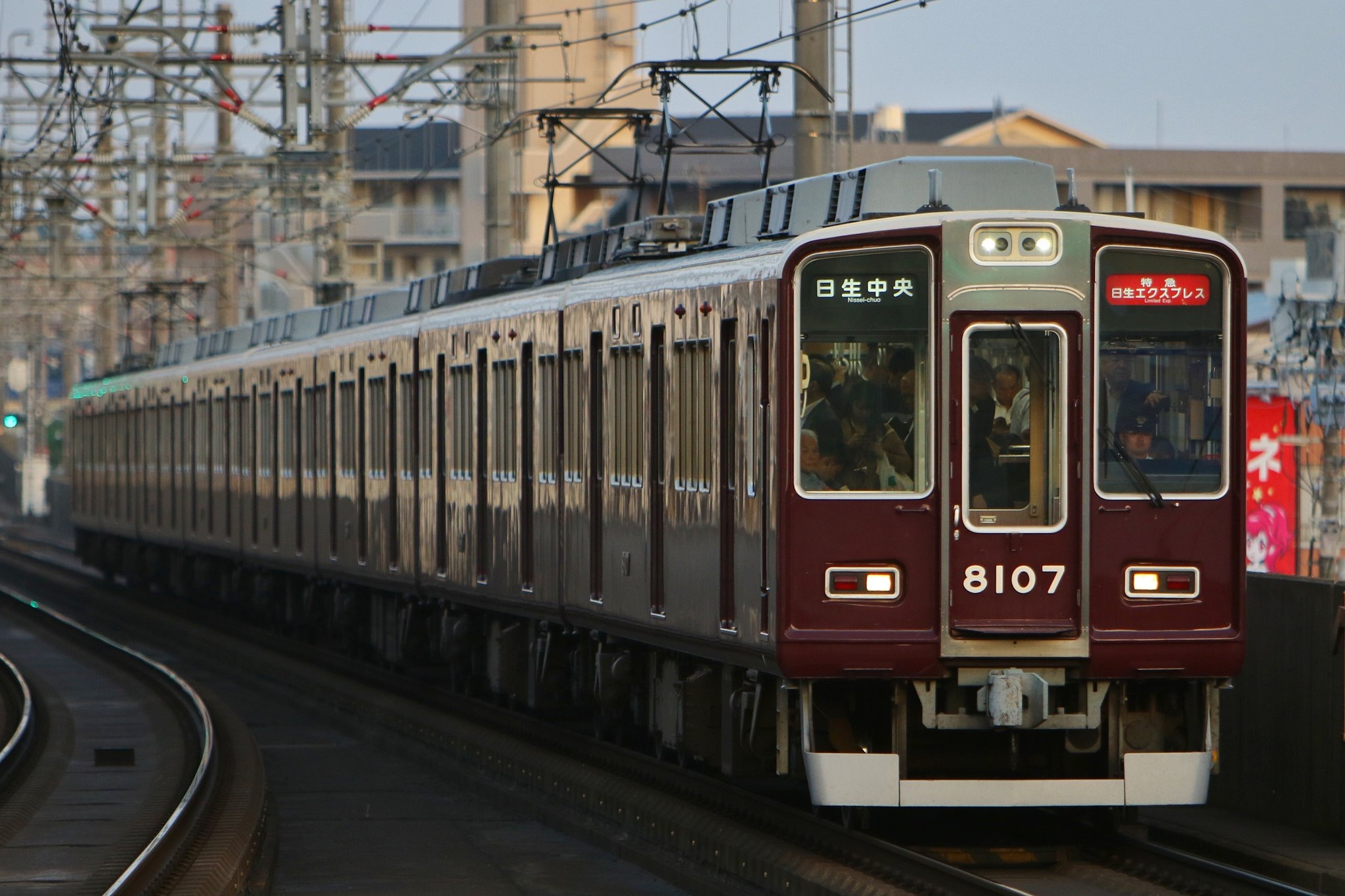
8000系
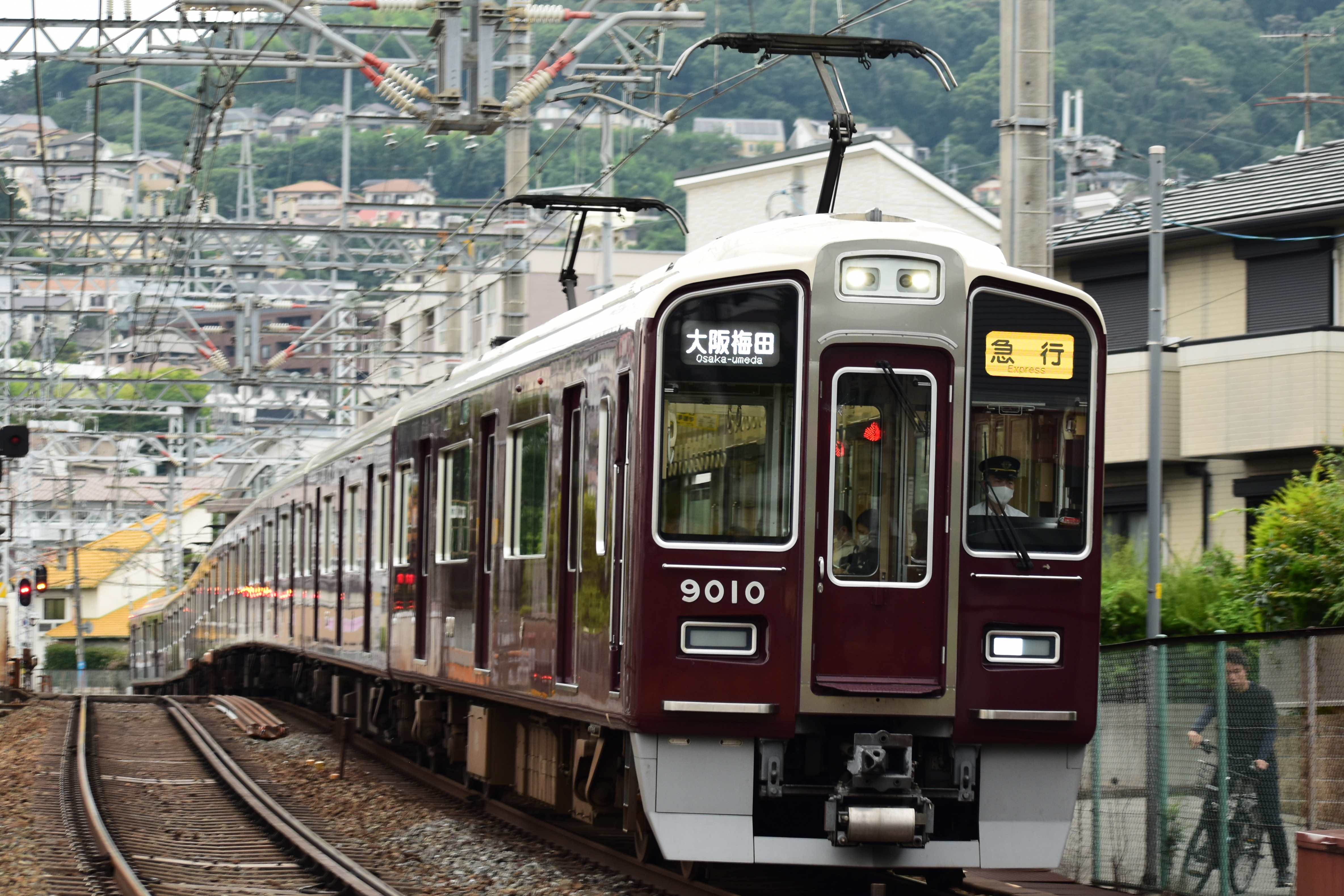
9000系
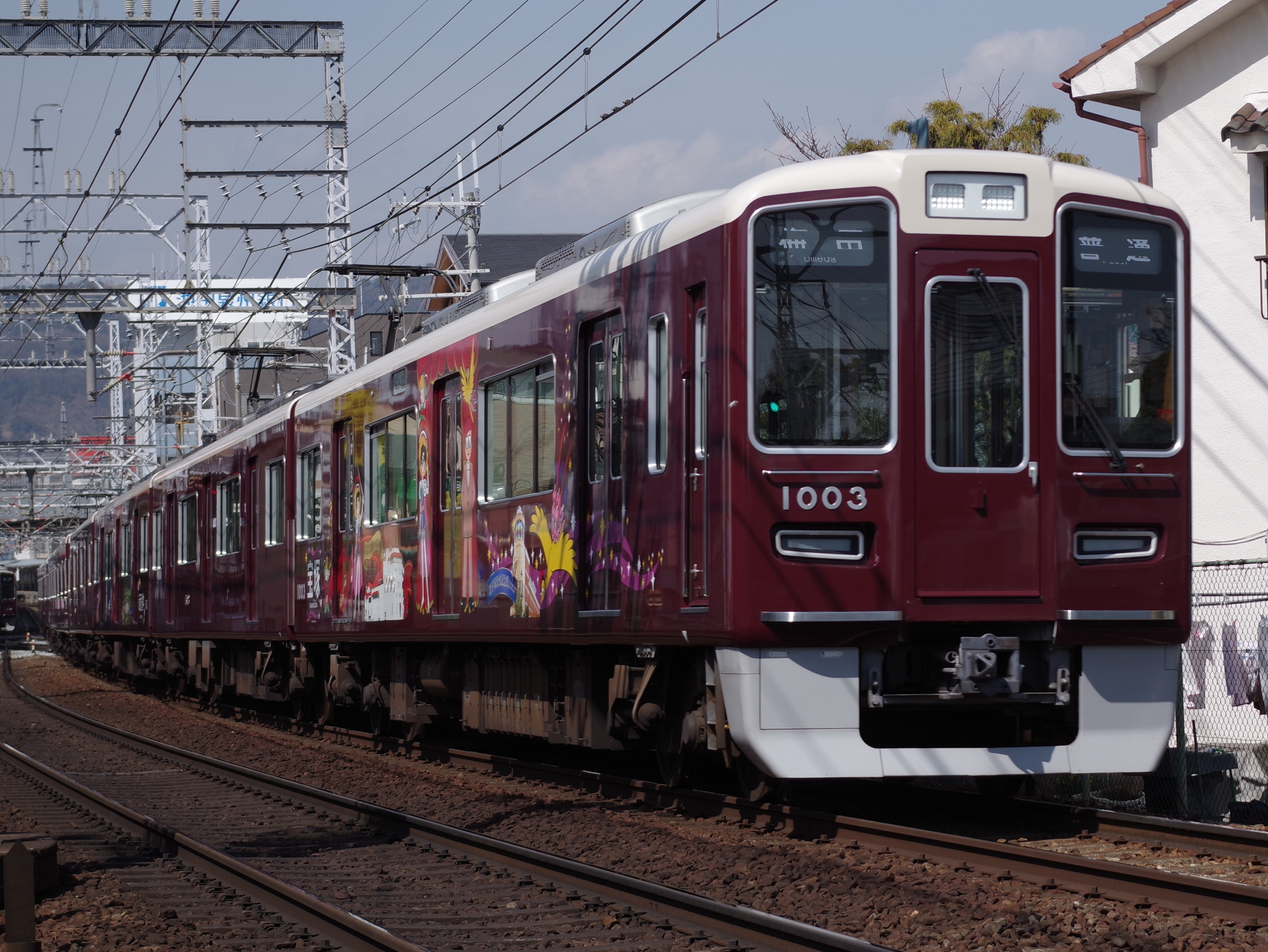
1000系（2代）
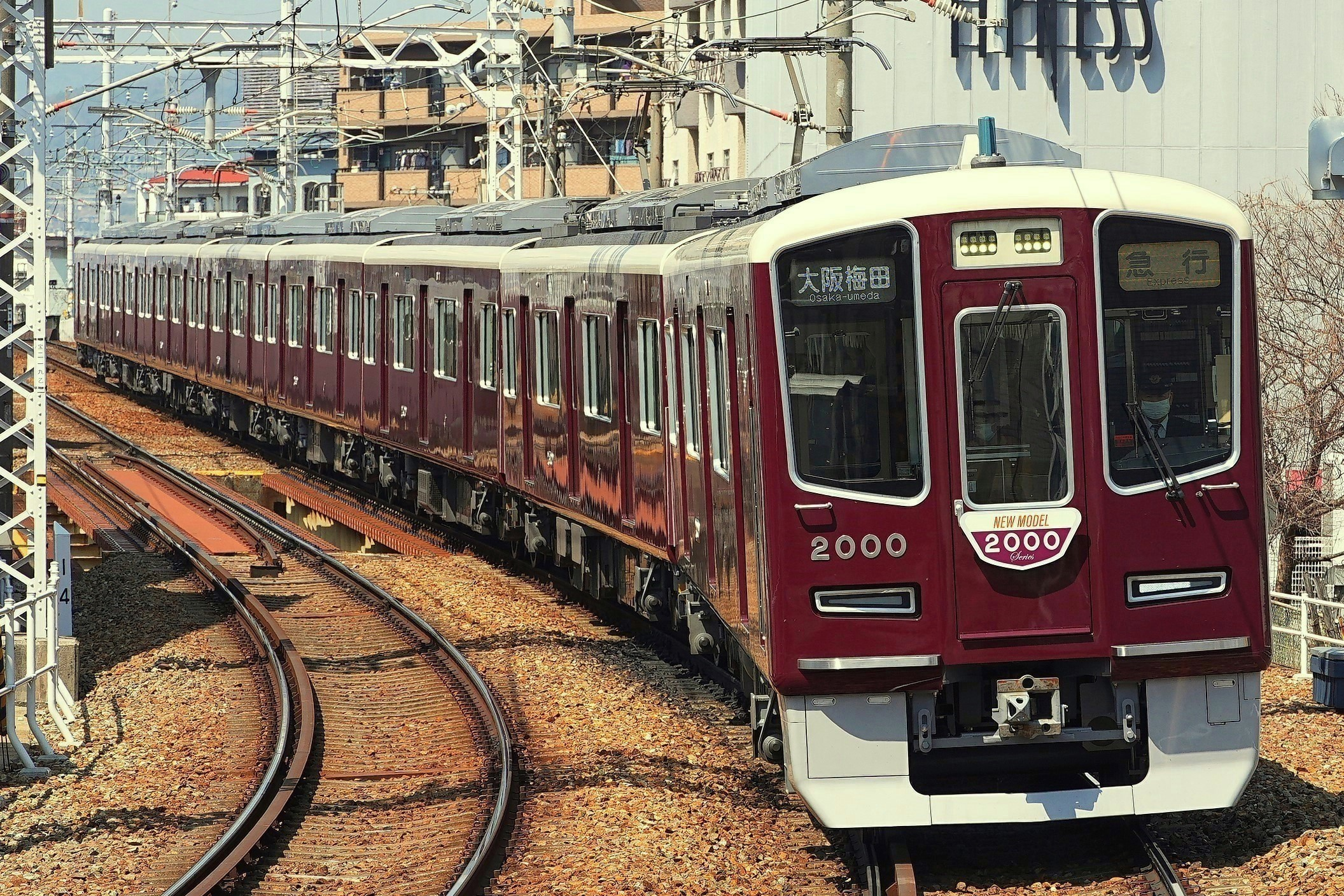
2000系（2代）

- 5100系
- 6000系
- 7000系
- 8000系
- 9000系
- 1000系
- 2000系

#### 乗り入れ車両
- 能勢電鉄6000系 - 元阪急6000系6002Fが2014年8月1日より能勢電鉄に譲渡された[23]。「日生エクスプレス」での運用のほか、能勢電鉄所属ながらも阪急8両編成車と共通の運用となっているため、当線の宝塚方面からの直通の運用にも充当されている。また、大阪梅田駅に乗り入れる初めての他社の車両となった。

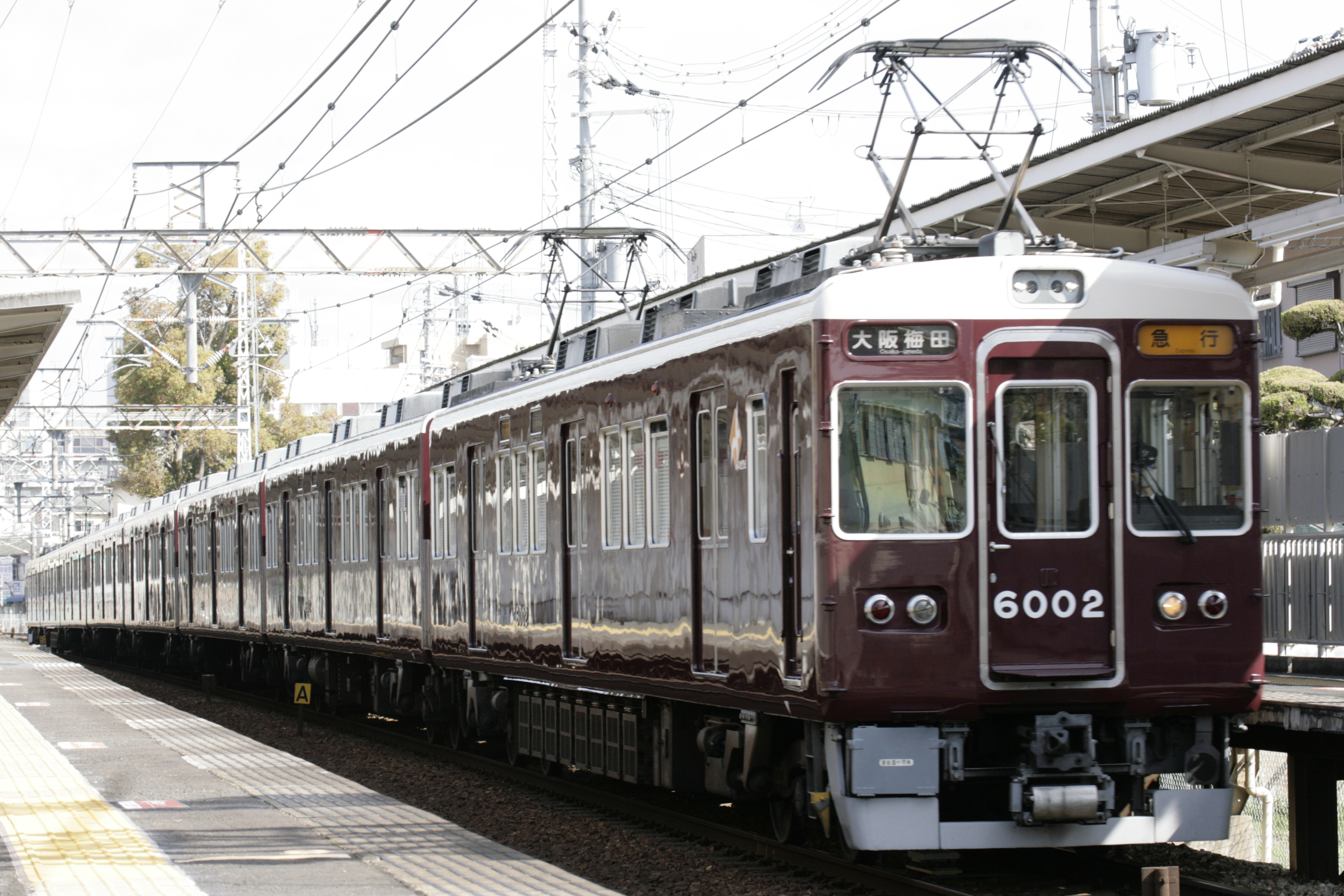
能勢電鉄6000系

### 過去の使用車両

#### 自社車両
- 3000系[24]
- 3100系 - 一部を能勢電鉄に譲渡。
- 2100系 - 一部を能勢電鉄に譲渡。
- 2021系
- 1200系
- 1100系
- 1010系
- 1000形（初代）
- 810系
- 800系
- 610系
- 550形
- 920系
- 900形
- 600形
- 500形
- 380形
- 320形
- 300形
- 51形
- 34形
- 1形

## 歴史

### 開業 - 戦前
阪急電鉄のルーツというべき路線である。JR福知山線の前身で、尼崎を起点とし福知山・舞鶴方面への鉄道路線を営業していた阪鶴鉄道の大阪直接乗り入れ計画を、同社国有化の際に引き継いだ箕面有馬電気軌道が1910年に梅田駅（現在の大阪梅田駅） - 宝塚駅間を開業させたのが始まりである。
当初はその名の通り、宝塚からさらに西進し有馬温泉のある神戸北郊の有馬まで敷設する計画であったが、宝塚 - 有馬は宝塚の開発に注力していたこともあって1913年に断念している。1908年8月5日に提出された「宝塚有馬間工事施工認可申請書」では、勾配は神戸電鉄や南海高野線に匹敵する50パーミル、曲線半径は最小40.2メートルが想定されていた。電車にとっては明らかな難路であり、これを普通の線路にするには、そのレベルを上げるほど建設費が高騰するのは確実だった。
都市間鉄道ではなく、農村地帯を経由する当路線は「ミミズ電車」と皮肉られ、採算性に疑問の声も多かった。しかし、当時専務であった（実質の会社代表で、後に社長となる）小林一三は、「郊外に住宅地を開発し、その居住者を電車で市内へ運ぶ」というその後の私鉄経営の基礎となる考えに至り、鉄道の建設と同時に沿線の住宅開発が進められた。現在の住宅ローンの走りともいえる住宅販売方法を提案して、多くの人々が広い一戸建てで豊かに暮らす機会を作り上げ、岡町・豊中・池田をはじめとする理想の沿線住宅地を増やし、宝塚新温泉などのレジャー施設の開設とあわせて、鉄道の利用者も増やしていった。鉄道会社自身が不動産事業やレジャー事業（宝塚歌劇団）、小売業（阪急百貨店）を通して鉄道需要を創出することでシナジー効果を高める経営モデルは、日本の鉄道経営に大きな影響を与えた。当時開発された住宅地は、のちに高級住宅街として沿線のブランド力を向上させ、日本の私鉄経営モデルの模範となった。
なお、1920年に神戸本線が開業した後は、しばらく乗客数が低迷した同線への投資が優先され、同線の中古車が宝塚本線に回されたりすることもあった。優等列車の運転も、神戸本線より2年遅れて実施されている。1942年まで、梅田駅 - 十三駅間の運賃は宝塚本線と神戸本線で異なっており、神戸本線のほうが数銭高く設定され、同区間の利用は宝塚本線へ誘導されていた。また、池田駅以西の利用客は長らく少なく、平井駅（後に山本駅へ統合して廃止）・山本駅・売布神社駅などといった駅のプラットホームは2両編成が停車する分の長さしかなく、3両編成の電車は通過していた。さらに2両編成の場合でも、車掌に対して降りる旨を伝えておかないと、通過することがあった。
1932年（昭和7年）より、宝塚本線にも急行が設定されるようになった（所要時間35分）。数年後にはわずかながら所要時間を短縮し、最新鋭の320形電車を投入するなどの積極策に出ている。これは、阪神系列の阪神国道自動車（阪国バス、現在の阪神バス）が、大阪 - 宝塚間に設定した直通バスと補完し合うものであった（阪国バスには阪急も出資していた）。

### 戦中 - 昭和末期
戦中には軍需輸送などで乗客数が急増し、5両編成の運転も開始された。しかし戦後にはさらに急増する沿線人口に輸送力の増強が追いつかず、250%を超える殺人的な混雑に悩まされることになった。このため、戦前からある伊丹線の延伸計画や後述の新線計画などバイパス路線の建設構想がいくつか持ち上がった。しかし、これらが実現することはなく、カーブの改良と車両の大型化、長編成化で乗り切った。1982年（昭和57年）、阪急で最初の10両編成運転を行ったのも、宝塚本線であった。1986年12月には前述の通り抜本的なダイヤ改正を行った。

### 平成期
宝塚本線では、正月の初詣輸送で臨時に運転されるものを除いては特急の設定がなかったが、1995年に十三駅・石橋駅（現在の石橋阪大前駅）・川西能勢口駅に停車する特急が梅田駅 - 宝塚駅間で運転開始された。平日ラッシュ時間帯に4本（朝・上り2本、夕・下り2本）設定された。1997年には、能勢電鉄に直通運転する特急「日生エクスプレス」が新設された。一方で本線特急は平日2本（朝・上り2本）に減便された。列車は8両または10両編成で運転された。1997年の改正以降は、基本的にラッシュ時間帯を除いて梅田駅 - 雲雀丘花屋敷駅間は普通列車が優等列車を逃げ切るように変更された。
2000年、三国駅・豊中駅付近の高架化が完成したことによるダイヤ改正では、最高速度が100km/hに引き上げられ、特急の運転時間帯が全日の昼間に拡大された 。停車駅に豊中・池田・山本を追加し、20分間隔で急行との交互での運行となった。また、昼間の普通は梅田駅 - 宝塚駅ないし雲雀丘花屋敷駅間の交互での運行となり、日中の梅田駅 - 宝塚駅間は1時間に9本へと増発された。このほか、梅田駅 - 宝塚駅間で、十三駅・石橋駅 - 雲雀丘花屋敷駅間の全駅に停車する通勤特急を平日朝のラッシュ時間帯に上り2本運行開始した。
2003年のダイヤ改正では本線特急と通勤特急が廃止され、急行を通勤急行に、準急を通勤準急に改称し、朝ラッシュ時のみの運転に変更された。特急「日生エクスプレス」は停車駅に池田駅が追加された。十三駅・豊中駅 - 山本駅間の全駅に停車する快速急行（改正前の特急停車駅に蛍池駅、雲雀丘花屋敷駅を追加）、旧急行の通勤急行の停車駅に蛍池駅を追加した急行（改正前の準急と停車駅同じ）、停車駅に中津駅・曽根駅・岡町駅を追加して中津駅・十三駅・曽根駅 - 宝塚駅間の全駅に停車する準急を、それぞれ梅田駅 - 宝塚駅間で運転開始した。また、日中の普通は全列車が梅田駅 - 宝塚駅間の運転となり、宝塚駅発着の列車は1時間に12本に増発された。
2006年のダイヤ改正では快速急行の運転が中止され、平日朝ラッシュ時以外は現在も続けられている、10分ないし12分間隔で梅田駅 - 宝塚駅間の急行と梅田駅 - 雲雀丘花屋敷駅間の普通を運行するダイヤに改められた。結果的には、1995年ダイヤ改正直前に近い運転体系となっている。この改正では、宝塚駅における今津線との同一ホーム乗り継ぎ時間帯の拡大や、川西能勢口駅における能勢電鉄妙見線との接続改善も行われた。
2010年には宝塚本線でも従来の連続速度照査式自動列車停止装置（ATS）を改良したパターンATSを、2006年の神戸線、2009年の京都線に続いて使用を開始。しかし他線とは違い保安度向上が目的のため、それに伴うダイヤ改正は行われなかった。
2015年3月には8年半ぶりとなるダイヤ改正が行われた。特急「日生エクスプレス」の川西能勢口駅→梅田駅間での10両運転の中止や、宝塚本線では初となる女性専用車両の設定、平日朝ラッシュ時の種別変更などが行われ、通勤急行・通勤準急が廃止され、通勤特急の種別が12年ぶりに復活した。
2018年7月のダイヤ改正では、梅田発の箕面線直通が中止され（但し箕面発は平日朝のみ梅田ゆき普通2本が存続したが、これも2022年12月の改正で全廃）、通勤特急が増発となったほか、土曜日・休日の夕方以降の運行間隔が12分ヘッドに変更されている。

### 令和期
2022年12月のダイヤ改正では、僅かに残っていた箕面線からの直通列車が全廃、ラッシュ時の10両運転も完全に廃止された。一方で、日中は上りの中津駅 - 大阪梅田駅間のダイヤパターンが見直され、信号待ちによる徐行運転が大幅に緩和された。

### 年表
- 1910年（明治43年）
  - 3月10日：箕面有馬電気軌道が梅田駅（現在の大阪梅田駅） - 宝塚駅間を開業。
  - 4月25日：蛍ヶ池駅開業（蛍池駅への改称日は不明）。
  - 10月23日：平井駅開業。
- 1912年（明治45年）5月30日：曽根駅開業。
- 1913年（大正2年）
  - 4月8日：能勢口駅開業。
  - 9月29日：豊中駅開業。
- 1914年（大正3年）3月21日：売布神社駅開業。
- 1916年（大正5年）8月5日：雲雀ヶ丘駅開業。
- 1920年（大正9年）7月16日：十三駅より分岐して神戸本線開業。梅田駅 - 十三駅間が同線電車と共用になる。
- 1925年（大正14年）11月4日：中津駅開業。
- 1926年（大正15年）
  - 7月2日：中津駅 - 十三駅間の新淀川駅廃止。
  - 7月5日：梅田駅 - 十三駅間が高架化。複線の別線を新設し神戸本線と分離。旧地上線の梅田駅から北野駅までを北野線とする。
- 1932年（昭和7年）10月1日：急行の運行を開始。
- 1944年（昭和19年）9月1日：雲雀ヶ丘駅 - 山本駅間の平井駅廃止〈現在でも山本駅の駅名標には「山本（平井）」と書かれている〉。
- 1949年（昭和24年）1月1日：北野線休止。
- 1951年（昭和26年）5月15日：庄内駅開業。
- 1956年（昭和31年）2月2日：服部駅（現在の服部天神駅） - 庄内駅間で車両故障が発生したことを端緒に乗客による暴動が発生。大阪府警や小林米三阪急電鉄専務が説得するも運行不能となる（庄内事件）。車両大型化の契機となる。
- 1959年（昭和34年）2月18日：北野線跡地を使用し梅田駅 - 十三駅間を複々線化。新設の東側2線を京都本線の列車が使用開始。
- 1961年（昭和36年）1月16日：花屋敷駅 - 山本駅間の雲雀ヶ丘駅を廃止し、雲雀丘花屋敷駅開業。
- 1962年（昭和37年）5月1日：能勢口駅 - 雲雀丘花屋敷駅間の花屋敷駅廃止。
- 1965年（昭和40年）7月1日：能勢口駅を川西能勢口駅と改称。
- 1968年（昭和43年）
  - 4月1日：梅田駅 - 石橋駅（現在の石橋阪大前駅）間に自動列車停止装置（ATS）を設置し、供用開始[34]。
  - 5月1日：石橋駅 - 宝塚駅間にATSを設置し、供用開始[34]。
  - 9月7日：石橋駅 - 池田駅間高架化工事着手。
- 1969年（昭和44年）
  - 8月24日：架線電圧を600Vから1500Vに昇圧。
  - 12月14日：石橋駅 - 池田駅間高架化。
- 1978年（昭和53年）3月10日：全線を軌道法に基づく軌道から地方鉄道法に基づく鉄道に変更。
- 1980年：北方貨物線 - 三国駅手前までが高架化[35]。
- 1980年（昭和55年）10月26日：ダイヤ改正、池田駅高架化工事による引上線使用停止のため、池田駅折り返しの普通を雲雀丘花屋敷駅まで延長。
- 1982年（昭和57年）3月29日：平日朝の雲雀丘花屋敷発梅田行の急行2本で、阪急最初の10両編成運転を開始[36]。
- 1983年（昭和58年）10月20日：豊中市内連続立体交差事業着工[37]。
- 1986年（昭和61年）
  - 4月30日：池田駅高架化完成。
  - 12月14日：ダイヤ改正により急行・普通15分毎から10分毎の運行に変更。急行が豊中駅に停車（平日ラッシュ時の一部を除く）。
- 1987年（昭和62年）：十三駅直後 - 北方貨物線までの区間が高架化[35]。
- 1988年（昭和63年）12月18日：ダイヤ改正。10両編成の急行を4本に増発。豊中市内高架化工事のため曽根駅の待避線、折り返し線の使用を中止[13]。
- 1989年（平成元年）10月12日 - 三国駅高架化工事着工[38]。
- 1992年（平成4年）12月20日：土曜ダイヤ導入[39]。
- 1993年（平成5年）
  - 9月25日：宝塚駅高架化完成（今津線は7月18日高架化[40]）。
  - 12月20日：ダイヤ改正。10両編成の急行を2本に増発。
- 1994年（平成6年）11月6日：豊中駅 - 曽根駅間の上り線が高架化[41]。
- 1995年（平成7年）
  - この年の『鉄道要覧』より、路線名が「宝塚線」から「宝塚本線」に改称[42][43]。
  - 1月17日：兵庫県南部地震（阪神・淡路大震災）の発災により雲雀丘花屋敷駅 - 宝塚駅間が不通となる[44]。
  - 1月19日：雲雀丘花屋敷駅 - 宝塚駅間が復旧[45]。
  - 6月4日：特急を梅田駅 - 宝塚駅間で平日ラッシュ時間帯に運転開始[22]。
- 1996年（平成8年）3月24日：川西能勢口駅高架化完成。
- 1997年（平成9年）
  - 11月8日：豊中駅 - 曽根駅間の高架化完成[46]。ただし、曽根駅の待避線はこの時点では未完成。
  - 11月17日：特急「日生エクスプレス」を運転開始[6]。急行が豊中駅終日停車（10両編成対応）。通勤急行と通勤準急を新設。
- 2000年（平成12年）
  - 3月20日：三国駅高架化完成。これに伴う三国駅の移転により、全線で0.1km短縮。
  - 6月4日 ：曽根駅の待避線の使用を再開、特急を全日昼間運転に拡大[31]。梅田駅 - 宝塚駅間の所要時間を下りで最速29分に短縮。平日朝ラッシュ時に通勤特急を運転開始。移転前の三国駅宝塚方に存在した制限速度30km/hが解除され、全線での最高速度が90km/hから100km/hへ引き上げられた[31]。
- 2003年（平成15年）8月30日：快速急行を新設、本線特急と通勤特急の運転を休止[47]。
- 2005年（平成17年）：この年の『鉄道要覧』より、路線名が「宝塚本線」から「宝塚線」に再び改称[48][49]。
- 2006年（平成18年）10月28日：快速急行の運行を中止。
- 2010年（平成22年）3月14日：これまでの路線図における「宝塚線」という表記を、「宝塚本線」に統一。
- 2013年（平成25年）12月21日：服部駅を服部天神駅に、中山駅を中山観音駅に改称、同時に全駅に駅ナンバリング導入[50][51]。
- 2015年（平成27年）3月21日：通勤急行・通勤準急の運行を中止し、新たに川西能勢口発の通勤特急（10両編成）と箕面発着の準急を新設し、通勤特急に女性専用車両を設定[8]。平日の昼間時間帯と土休日の一部の駅間の所要時間を見直し、梅田駅 - 宝塚駅間の所要時間を10秒 - 50秒短縮。
- 2018年（平成30年）7月7日：3年ぶりのダイヤ改正実施。梅田発の箕面線直通列車（準急含む）を全廃。通勤特急が増発。
- 2019年（令和元年）10月1日：梅田駅を大阪梅田駅に、石橋駅を石橋阪大前駅にそれぞれ改称[52]。
- 2022年（令和4年）12月17日：阪急全線でダイヤ改正実施。箕面線直通列車が全廃。通勤特急を8両化し増発[10]。

### 新線計画
終戦直後、十三駅 - 豊中駅間の輸送力増強のため、神戸本線神崎川駅 - 曽根駅間に新線を建設して宝塚本線の急行線とすることが計画され、1948年4月19日に神崎川駅 - 曽根駅間4.0kmの軌道事業特許を取得した。しかし、1960年代に、千里山線（現在の千里線）を延伸して箕面線と連絡する方針に転換し、急行新線建設の計画は中止された。ただし、この新しい計画も千里山線（南千里駅）と箕面線（桜井駅）の連絡についても双方を最短距離で結びたい阪急と千里ニュータウン北部（現在の北千里駅）の交通不便を解消したい大阪府側との思惑が一致せず実現しなかった。
1970年代に梅田と大阪国際空港とを結ぶ空港線が計画され、神崎川駅 - 曽根駅間の軌道特許をそれに生かすことも検討されたが、空港線の計画は中止された。同線の軌道特許は廃止されずに保持されたままであったが、2005年2月23日に阪急が工事施行認可申請を取り下げ、軌道特許が失効した。
2017年9月1日、阪急電鉄は宝塚本線の曽根駅から分岐して大阪国際空港への新線を検討していると報じられた。
なにわ筋線の事業化に向けて関係者の協議が進展し、なにわ筋線と関連する複数の新線構想が提起されている状況を踏まえ、国土交通省は、2017年7月に検討会を立ち上げて、「なにわ筋連絡線」「新大阪連絡線」「西梅田・十三連絡線」「大阪空港線」の需要推計・費用便益分析・収支採算性などの調査を行った。そして、2018年4月11日に「近畿圏における空港アクセス鉄道ネットワークに関する調査」の結果が発表された。大阪空港線は、阪急宝塚線を介して大阪都心部と空港とを直結し、バスから鉄道への転換を促進する路線と位置付けられた。梅田-空港間の移動時間が約6分短縮され、蛍池駅での乗り換えが無くなり、一時間以内に空港に着く60分圏人口が約122万人増えると見込まれている。向こう40年間で黒字転換する可能性は低く、採算性向上策の検討が必要であるが、費用便益比は1.4となり良好とされた。建設費は約700億円、輸送人員は一日当たり2.5万人と推計された。なにわ筋連絡線、新大阪連絡線、大阪空港線も整備すると、なにわ筋線の利用者がさらに増える相乗効果が出る可能性がある。なにわ筋線内の運転本数が毎時4本増えると、大阪空港線の輸送人員も0.3万人増えると推計された。

## 駅一覧
- 特急…特急「日生エクスプレス」：平日朝夕のみ運転（朝は大阪梅田行きのみ、夕は日生中央行きのみ）。
- 通勤特急：平日朝に大阪梅田行きのみ運転。
- 通勤急行：平日夕方に宝塚行きのみ運転。
- 準急：平日朝に大阪梅田行きのみ運転。
- 普通：各駅に停車するため省略。
- 接続路線の ( ) 内の英数字はその路線の駅の駅番号を表す。
- 宝塚本線の駅番号は2013年12月21日より導入[50][51]。

凡例
●：停車、｜・↑・↓：通過、↑・↓：片方向のみ運転
#：列車待避が可能な駅
‡：上り線のみ列車待避が可能な駅
| 駅番号       | 駅名                                | 駅間 営業 キロ | 累計 営業 キロ | 準急 | 通勤急行 | 急行 | 通勤特急 | 特急 | 接続路線 | 所在地 | 所在地 | 所在地 |
| ------------ | ----------------------------------- | -------------- | -------------- | --- | --- | --- | --- | --- | --- | --- | --- | ------ |
| HK-01        | 大阪梅田駅                          | -              | 0.0            | ● | ● | ● | ● | ● | 阪神電気鉄道： 本線（大阪梅田駅: HS 01） 大阪市高速電気軌道： 御堂筋線（梅田駅: M16）・ 谷町線（東梅田駅: T20）・ 四つ橋線（西梅田駅: Y11） 西日本旅客鉄道： 東海道本線（JR京都線・JR神戸線）・ JR宝塚線・ おおさか東線・ 大阪環状線（大阪駅: JR-A47・JR-G47・JR-F01・JR-O11）・ JR東西線（北新地駅: JR-H44） | 大阪府 | 大阪市 | 北区   |
| HK-02        | 中津駅                              | 0.9            | 0.9            | ● | ↓ | ｜ | ↑ | ｜ | | 大阪府 | 大阪市 | 北区   |
| HK-03        | 十三駅                              | 1.5            | 2.4            | ● | ● | ● | ● | ● | 阪急電鉄： 神戸本線・ 京都本線 | 大阪府 | 大阪市 | 淀川区 |
| HK-41        | 三国駅                              | 2.0            | 4.4            | ↑ | ↓ | ｜ | ↑ | ｜ | | 大阪府 | 大阪市 | 淀川区 |
| HK-42        | 庄内駅#                             | 1.6            | 6.0            | ↑ | ↓ | ｜ | ↑ | ｜ | | 大阪府 | 豊中市 | 豊中市 |
| HK-43        | 服部天神駅                          | 1.5            | 7.5            | ↑ | ↓ | ｜ | ↑ | ｜ | | 大阪府 | 豊中市 | 豊中市 |
| HK-44        | 曽根駅#                             | 1.2            | 8.7            | ● | ● | ｜ | ↑ | ｜ | | 大阪府 | 豊中市 | 豊中市 |
| HK-45        | 岡町駅                              | 0.8            | 9.5            | ● | ● | ｜ | ↑ | ｜ | | 大阪府 | 豊中市 | 豊中市 |
| HK-46        | 豊中駅                              | 1.0            | 10.5           | ● | ● | ● | ● | ｜ | | 大阪府 | 豊中市 | 豊中市 |
| HK-47        | 蛍池駅                              | 1.4            | 11.9           | ● | ● | ● | ↑ | ｜ | 大阪モノレール：大阪モノレール線（本線） (12) | 大阪府 | 豊中市 | 豊中市 |
| HK-48        | 石橋阪大前駅                        | 1.6            | 13.5           | ● | ● | ● | ● | ● | 阪急電鉄： 箕面線 | 大阪府 | 池田市 | 池田市 |
| HK-49        | 池田駅                              | 2.4            | 15.9           | ● | ● | ● | ● | ● | | 大阪府 | 池田市 | 池田市 |
| HK-50        | 川西能勢口駅‡                       | 1.3            | 17.2           | ● | ● | ● | ● | ● | 能勢電鉄： 妙見線 (NS01)（大阪梅田方面から日生中央方面に一部直通運転：下記参照） 西日本旅客鉄道： 福知山線（JR宝塚線）（川西池田駅: JR-G54） | 兵庫県 | 川西市 | 川西市 |
| HK-51        | 雲雀丘花屋敷駅#                     | 1.0            | 18.2           | ● | ● | ● | | | | 兵庫県 | 宝塚市 | 宝塚市 |
| HK-52        | 山本駅 （平井）                     | 1.5            | 19.7           | ● | ● | ● | | | | 兵庫県 | 宝塚市 | 宝塚市 |
| HK-53        | 中山観音駅                          | 1.8            | 21.5           | ● | ● | ● | | | | 兵庫県 | 宝塚市 | 宝塚市 |
| HK-54        | 売布神社駅                          | 0.9            | 22.4           | ● | ● | ● | | | | 兵庫県 | 宝塚市 | 宝塚市 |
| HK-55        | 清荒神駅                            | 0.9            | 23.3           | ● | ● | ● | | | | 兵庫県 | 宝塚市 | 宝塚市 |
| HK-56        | 宝塚駅 （宝塚大劇場・宝塚ホテル前） | 1.2            | 24.5           | ● | ● | ● | | | 阪急電鉄： 今津線 西日本旅客鉄道： 福知山線（JR宝塚線）(JR-G56) | 兵庫県 | 宝塚市 | 宝塚市 |
| 直通運転区間 | 直通運転区間                        | 直通運転区間   | 直通運転区間   | 川西能勢口駅 ○特急「日生エクスプレス」…大阪梅田方面から能勢電鉄妙見線経由日生線日生中央駅まで（上り・下りとも運転） | 川西能勢口駅 ○特急「日生エクスプレス」…大阪梅田方面から能勢電鉄妙見線経由日生線日生中央駅まで（上り・下りとも運転） | 川西能勢口駅 ○特急「日生エクスプレス」…大阪梅田方面から能勢電鉄妙見線経由日生線日生中央駅まで（上り・下りとも運転） | 川西能勢口駅 ○特急「日生エクスプレス」…大阪梅田方面から能勢電鉄妙見線経由日生線日生中央駅まで（上り・下りとも運転） | 川西能勢口駅 ○特急「日生エクスプレス」…大阪梅田方面から能勢電鉄妙見線経由日生線日生中央駅まで（上り・下りとも運転） | 川西能勢口駅 ○特急「日生エクスプレス」…大阪梅田方面から能勢電鉄妙見線経由日生線日生中央駅まで（上り・下りとも運転） | 川西能勢口駅 ○特急「日生エクスプレス」…大阪梅田方面から能勢電鉄妙見線経由日生線日生中央駅まで（上り・下りとも運転） | 川西能勢口駅 ○特急「日生エクスプレス」…大阪梅田方面から能勢電鉄妙見線経由日生線日生中央駅まで（上り・下りとも運転） |        |

1. ↑  他社接続の共同使用駅で、阪急電鉄が管理している。

- 大阪梅田駅でのJR東西線北新地駅との乗り換えには相当の時間を要する。

### 廃駅
駅名は廃止時のもの。
- 新淀川駅（中津駅 - 十三駅間） - 1926年7月2日廃止
- 花屋敷駅（能勢口駅 - 雲雀丘花屋敷駅間） - 1962年5月1日、雲雀丘花屋敷駅に統合され廃止
- 雲雀丘駅（花屋敷駅 - 山本駅間） - 1961年1月16日、雲雀丘花屋敷駅開業に伴い廃止
- 平井駅（雲雀丘駅 - 山本駅間） - 1944年9月1日、山本駅に統合され廃止

### 過去の接続路線
- 梅田駅（現在の大阪梅田駅）：阪急北野線 - 1949年1月1日休止
- 中津駅：阪神北大阪線 - 1975年5月6日廃止
- 花屋敷駅：日本無軌道電車 - 1932年廃止

### 主要駅の乗降客数
2023年の通年平均の乗降客数は次の通り。
- 大阪梅田：444,572人
- 十三：64,132人
- 豊中：42,199人
- 蛍池：37,721人
- 石橋阪大前：38,806人
- 池田：40,645人
- 川西能勢口：39,291人
- 宝塚：38,356人

## その他
- 十三駅 - 宝塚駅間は、石橋阪大前駅経由では路線距離（営業キロ）は22.1kmだが、同区間を神戸本線・今津線経由だと路線距離（営業キロ）は20.9km（十三駅 - 西宮北口駅間13.2km、西宮北口駅 - 宝塚駅間7.7km）となり、実際のところ原則乗り換えを必要とする西宮北口駅経由の方が距離は短くなる。そのため、本来であれば同区間の運賃計算は石橋阪大前駅経由では営業キロ23kmで算出するところ、「経路２途ある駅間は最短キロ程を表示」する特例が適用されるため、実際は石橋阪大前駅経由でも西宮北口駅経由の21kmを適用し算出することになっている。
- 架線方式は、神戸本線や京都本線（十三駅 - 淡路駅間及び、西院駅 - 京都河原町駅間を除く）がコンパウンドカテナリー架線なのに対し、宝塚本線はシンプルカテナリー架線になっている。これは高速運転が頻繁に行われている神戸本線や京都本線と違い、前述の通り宝塚本線は線形が悪く高速性が求められないため、コンパウンドカテナリー架線を設置する必要がないためである。
- 軌道のレールはほとんどの区間でJRの新幹線や在来線の重要幹線と同じ60kgレールに交換されている。これも前述の通り、多くの区間で連続立体交差化（高架化）が行われる際に騒音低減に優れる60kgレールが採用されたためである。
- かつて宝塚本線では、正月三が日（暦の関係で1月4日ないし5日までの年もあった。また2004年・2005年は正月三が日に加えて十日戎の土曜・日曜・祝日にも設定された）には正月特別ダイヤを編成し、日中に臨時列車の増発を行っていた。2003年までは一部ダイヤを変更した上で臨時特急を増発し（詳細は臨時特急の節を参照）、2004年から2015年までは梅田駅（現在の大阪梅田駅） - 宝塚駅間の急行と普通（普通列車は庄内駅で急行の通過待ちを行った）をそれぞれ10分間隔（豊中駅 - 宝塚駅間では各駅停車となる急行と普通とで5分間隔）で運転した（2006年までは快速急行を運休）[60]。このほか、清荒神清澄寺での初三宝荒神大祭（1月27日・28日）に合わせて特急・快速急行が清荒神駅に臨時停車したこともあった。なお、2016年以降は正月特別ダイヤの設定は取り止めており、通常の土曜・休日ダイヤで運行されている[61]。
- 大晦日から元旦にかけての終夜運転は2019年度まで継続して行われており、当日は約30分間隔にて普通を全線通しで運転していた[62]。2020年の大晦日は終夜運転を行わず、終電を2時まで延長する形態をとる予定であったが（箕面線・能勢電鉄線も同様）[63]、その後新型コロナウイルス感染症の拡大の影響で阪急電鉄と能勢電鉄の全線で終夜運転を取りやめることとなった[64]。それ以降も利用者の減少などの理由により、終夜運転は行われていない。
- 三国駅 - 曽根駅間（区間は神崎利根山線架道橋 - 六ノ坪高架橋の約3.0km）において、豊中市は連続立体交差事業を検討している[65]。